# ریاگین سریع پلاسما
ریاگین سریع پلاسما (انگلیسی: Rapid plasma reagin یا RPR) آزمایشی است که برای تشخیص بیماری سیفلیس انجام می‌گیرد. این آزمایشی نوعی آزمایش غیر ترپونمال است و پس از انجام آن برای تأیید باید آزمایش ترپونمال (مانند آزمایش لختگی ذرات پلادیوم تریپونمال) انجام گیرد.